# Retour à Birkenau

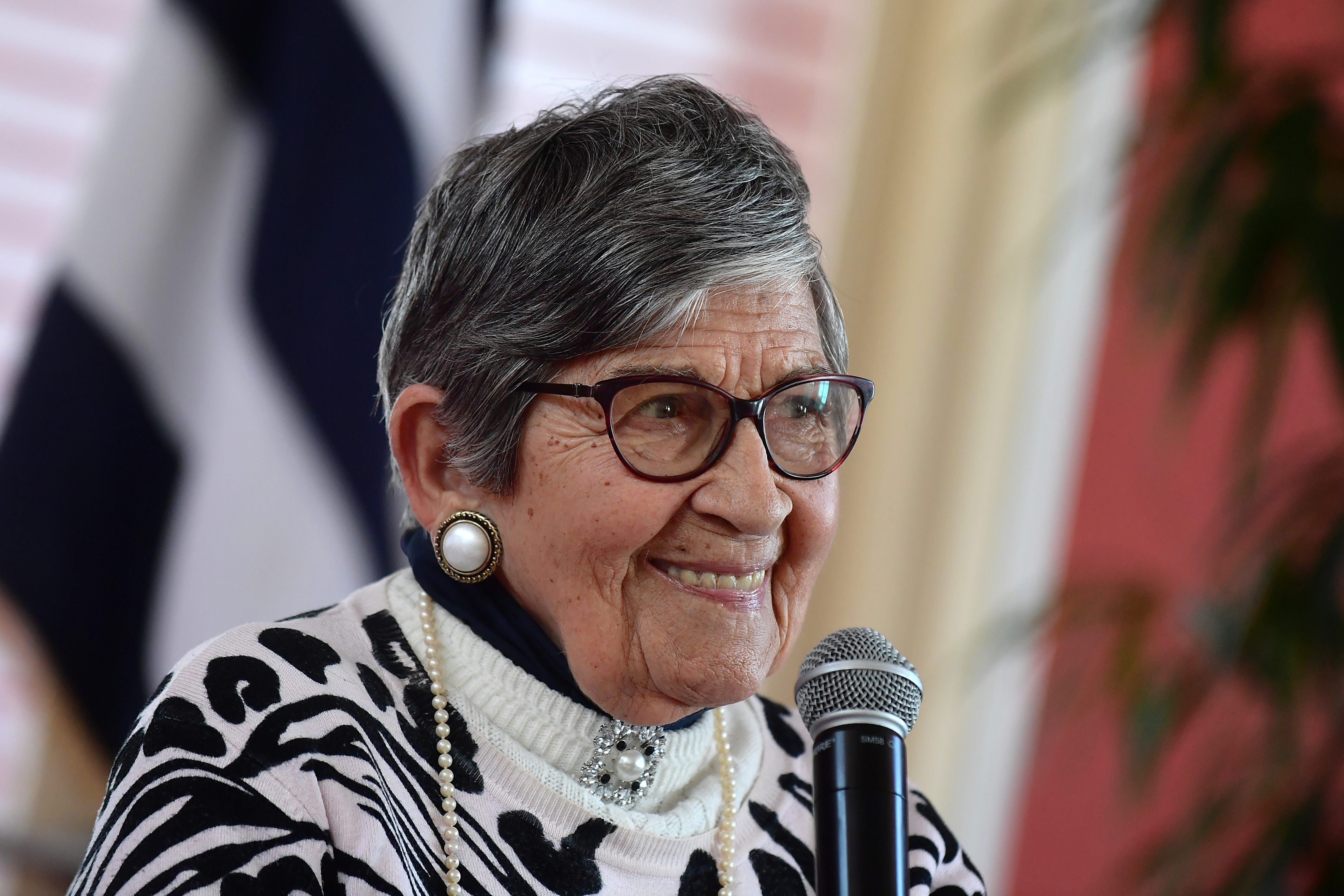
Ginette Kolinka lors d'un témoignage devant des lycéens à Dunkerque, le 21 mai 2019.

Retour à Birkenau est un témoignage rédigé par Ginette Kolinka avec la journaliste Marion Ruggieri. Ginette Kolinka y raconte son incarcération dans le camp de concentration et d'extermination d'Auschwitz-Birkenau. Arrêtée par la Gestapo en mars 1944 avec son père, son petit frère et son neveu, elle sera la seule de sa famille à revenir du camp de la mort. Dans son témoignage, figure Simone Jacob dite Simone Veil qui lui offrit une robe et qui la sauva. Un extrait de l'oeuvre sera utilisé pour la série générale d'histoire du brevet 2024.

## Éditions
- Ginette Kolinka et Marion Ruggieri, Retour à Birkenau, Paris, Grasset, 2019, 112 p. (ISBN 978-2-246-82070-3)[1].
- Ginette Kolinka et Marion Ruggieri, Ginette Kolinka, survivante du camp de Birkenau, Paris, Rageot, 2020, 158 p. (ISBN 978-2-7002-7557-5)[2]  — adaptation jeunesse de Retour à Birkenau.
- Ginette Kolinka et Marion Ruggieri, Retour à Birkenau, Paris, le Livre de poche, 2020, 90 p. (ISBN 978-2-253-10130-7).